# Championnat de Saint-Christophe-et-Niévès de football 2019-2020
Navigation
Édition précédente Édition suivante
La saison 2019-2020 du Championnat de Saint-Christophe-et-Niévès de football est la cinquante-septième édition de la SKNFA Premier League, le championnat de première division à Saint-Christophe-et-Niévès. Les douze meilleures équipes de l'île sont regroupées au sein d’une poule unique.
Après l'annulation de la phase finale lors de l'édition précédente, aucune équipe n'a été reléguée en Division 1 tandis que les Trafalgar Southstars et le Security Forces United sont promus afin de faire passer la ligue de dix à douze équipes.
En raison de la pandémie de Covid-19 qui touche le monde et le pays, la saison est suspendue le 21 mars et ne reprend que le 26 septembre.
Vainqueur en finale face aux Village Superstars, St. Paul's United remporte son cinquième titre et s'impose également en coupe nationale, réussissant un doublé championnat-coupe.

## Les équipes participantes
| \| Basseterre : Garden Hotspurs Newtown United Old Road Jets Security Forces United Trafalgar Southstars Village Superstars Basseterre St Peters Conaree St. Paul's Cayon Saddlers Mantab \| Localisation des équipes engagées. |
| Basseterre : Garden Hotspurs Newtown United Old Road Jets Security Forces United Trafalgar Southstars Village Superstars Basseterre St Peters Conaree St. Paul's Cayon Saddlers Mantab                                          |

| Club                   | Classement 2018-2019    | Ville                 | Stade                                |
| ---------------------- | ----------------------- | --------------------- | ------------------------------------ |
| Village Superstars     | 1er                     | Basseterre            | Warner Park                          |
| Newtown United         | 2e                      | Basseterre            | Newtown Stadium                      |
| Garden Hotspurs        | 3e                      | Basseterre            | The Garden                           |
| St. Paul's United      | 4e                      | Saint-Paul Capisterre | Warner Park                          |
| Cayon Rockets          | 5e                      | Cayon                 | Warner Park                          |
| Saddlers United        | 6e                      | Saddlers              | Newtown Stadium                      |
| St Peters FC           | 7e                      | St. Peter's           | Atiba Erasto Harris Sporting Complex |
| Mantab FC              | 8e                      | Tabernacle            | Newtown Stadium                      |
| United Old Road Jets   | 9e                      | Basseterre            | Warner Park                          |
| Conaree FC             | 10e                     | Conaree               | Warner Park                          |
| Security Forces United | Champion de Division 1  | Basseterre            | Warner Park                          |
| Trafalgar Southstars   | Finaliste de Division 1 | Basseterre            | Warner Park                          |

Légende des couleurs
- Promu de Division 1

## Compétition
Le barème utilisé pour établir le classement est le suivant :
- Victoire : 3 points
- Match nul : 1 point
- Défaite : 0 point

### Saison régulière
| Rang | Équipe                 | Pts | J  | G  | N | P  | Bp | Bc  | Diff |
| ---- | ---------------------- | --- | -- | -- | - | -- | -- | --- | ---- |
| 1    | Village Superstars     | 55  | 22 | 18 | 1 | 3  | 84 | 21  | +63  |
| 2    | St. Paul's United      | 54  | 22 | 17 | 3 | 2  | 64 | 17  | +47  |
| 3    | Conaree FC             | 45  | 22 | 15 | 0 | 7  | 40 | 22  | +18  |
| 4    | Cayon Rockets          | 44  | 22 | 14 | 2 | 6  | 64 | 31  | +33  |
| 5    | St. Peters FC          | 38  | 22 | 12 | 2 | 8  | 61 | 33  | +28  |
| 6    | Garden Hotspurs        | 33  | 22 | 10 | 3 | 9  | 34 | 31  | +3   |
| 7    | Newtown United         | 33  | 22 | 10 | 3 | 9  | 42 | 50  | -8   |
| 8    | United Old Road Jets   | 30  | 22 | 9  | 3 | 10 | 41 | 47  | -6   |
| 9    | Saddlers United        | 23  | 22 | 6  | 5 | 11 | 36 | 42  | -6   |
| 10   | Trafalgar Southstars   | 11  | 22 | 3  | 2 | 17 | 22 | 67  | -45  |
| 11   | Mantab FC              | 9   | 22 | 2  | 3 | 17 | 23 | 72  | -49  |
| 12   | Security Forces United | 6   | 22 | 1  | 3 | 18 | 27 | 105 | -78  |

|  | Qualification pour le Super Six |

### Super Six
L'équipe arrivée première lors de la saison régulière reçoit ses adversaires à domicile. Ce format est dégressif et donc la sixième joue uniquement à l'extérieur.
| Rang | Équipe              | Pts | J | G | N | P | Bp | Bc | Diff |  | Résultats (▼ dom., ► ext.) | SPU | SUP | CAY | HOT | PET | CFC |
| ---- | ------------------- | --- | - | - | - | - | -- | -- | ---- |  | -------------------------- | --- | --- | --- | --- | --- | --- |
| 1    | St. Paul's United C | 10  | 5 | 3 | 1 | 1 | 9  | 4  | +5   |  | St. Paul's United C        |     |     | 1-3 | 2-1 | 0-0 | 3-0 |
| 2    | Village Superstars  | 8   | 5 | 2 | 2 | 1 | 5  | 4  | +1   |  | Village Superstars         | 0-3 |     | 0-0 | 0-0 | 3-0 | 2-1 |
| 3    | Cayon Rockets       | 8   | 5 | 2 | 2 | 1 | 4  | 3  | +1   |  | Cayon Rockets              |     |     |     | 0-2 | 1-0 |     |
| 4    | Garden Hotspurs     | 7   | 5 | 2 | 1 | 2 | 8  | 7  | +1   |  | Garden Hotspurs            |     |     |     |     |     |     |
| 5    | St. Peters FC       | 5   | 5 | 1 | 2 | 2 | 7  | 10 | -3   |  | St. Peters FC              |     |     |     | 4-3 |     |     |
| 6    | Conaree FC          | 2   | 5 | 0 | 2 | 3 | 5  | 10 | -5   |  | Conaree FC                 |     |     | 0-0 | 1-2 | 3-3 |     |

|  | Qualification pour la finale        |
|  | C : Vainqueur de la Coupe nationale |

### Finale
| Équipe 1          | Résultat | Équipe 2           | Aller | Retour | Appui |
| ----------------- | -------- | ------------------ | ----- | ------ | ----- |
| St. Paul's United | 4 - 1    | Village Superstars | 2 - 0 | 2 - 1  | N/A   |

| Aller            | St. Paul's United                         | 2 - 0 | Village Superstars | Warner Park |  |
| 12 décembre 2020 | Keithroy Freeman 70e · Anthony Caines 84e |       |                    |             |  |
| 12 décembre 2020 | Rapport                                   |       |                    |             |  |

| Retour           | Village Superstars                    | 1 - 2 | St. Paul's United                             | Warner Park |  |
| 16 décembre 2020 | Tahir Hanley 67e · Leroy Hanley 90+3e |       | 13e 81e Keithroy Freeman · 90+3e Omar Francis |             |  |
| 16 décembre 2020 | Rapport                               |       |                                               |             |  |

## Bilan de la saison
| Championnat de Saint-Christophe-et-Niévès de football 2019-2020 |                              |
| Champion                                                        | St. Paul's United (5e titre) |
| Dauphin                                                         | Village Superstars           |
| Coupes et trophées                                              |                              |
| Vainqueur de la Coupe de Saint-Christophe-et-Niévès 2019-2020   | St. Paul's United            |
| Qualifications continentales                                    |                              |
| Caribbean Club Shield 2021                                      | St. Paul's United            |
| Promotions et relégations                                       |                              |
| Promus en SKNFA Premier League                                  | Bath United                  |
| Promus en SKNFA Premier League                                  | Dieppe Bay Eagles            |
| Relégués en SKNFA Division 1                                    | Mantab United                |
| Relégués en SKNFA Division 1                                    | Security Forces United       |